# Дети моря (фильм, 1964)
«Дети моря» — советский фильм 1964 года, снятый на киностудии «Грузия-фильм» режиссёром Константином Пипинашвили.

## Сюжет
Со дна Чёрного моря поднимают одно из затонувших в войну судов — сейнер «Надежда». Вахтанг Нижарадзе, единственный выживший член экипажа сейнера, вспоминает свою юность — о героической жизни экипажа, их борьбе, о его сыне Гураме и его любви, и как он не смог предотвратить гибель сейнера и оставшись один после гибели экипажа «Надежды» его мучила совесть, и он отправился на передовую фронта…
Прошло время. Теперь подъёмом сейнера руководит его внук — младший Гурам, и для деда подъем «Надежды» равносилен возрождению погибшего сына.

## В ролях
- Коте Даушвили — Ботсо Каландадзе
- Ираклий Учанейшвили — Вахтанг Нижарадзе
- Отар Коберидзе -моряк Гурам
- Лия Элиава — Лейла
- Нодар Мгалоблишвили — Нодар
- Давид Абашидзе — Гоча
- Вахтанг Нинуа — Карчава
- Иосиф Лагидзе — Гурам
- Родам Челидзе — Элгуджа
- Тенгиз Даушвили — Гоча
- Лиа Капанадзе — Этери
- Александре Купрашвили — Иван
- Нодар Пиранишвили — Гига

## Крититка
Журнал «Советский экран» отмечал, что фильм неравномерный: если его первая половина — рассказ о войне и сейнере «Надежда», о героической жизни и любви моряка Гурама — решена убедительно и режиссёру удалось строгим набором средств передать взволнованность, яркую мысль, а три ведущих её актёра сыграли в высокоромантическом, убедительном ключе, то вторая половина фильма — рассказ из современной жизни, вышел дидактическим и вызывает только досаду, но первая новелла — это настоящий художественный фильм — большая удача режиссёра.